# Kangmar
Kangmar lub Kangma (tyb. ཁང་དམར་རྫོང, Wylie: khang dmar rdzong, ZWPY: Kangmar Zong; chiń. upr. 康马县; pinyin Kāngmǎ Xiàn) – powiat we południowej części Tybetańskiego Regionu Autonomicznego, w prefekturze Xigazê. W 1999 roku powiat liczył 19 306 mieszkańców.